# Fatoumatta Ceesay (Beachvolleyballspielerin)
Fatoumatta Ceesay (Fatoumatta M. Ceesay, geb. am 26. Dezember 1998) ist eine gambische Beachvolleyballspielerin.

## Karriere
Ceesay spielt für den Verein Interior. Beim ersten großen gambischen Beachvolleyballturnier im September 2014 trat sie mit Amie Gaye an.
Seit 2015 spielt sie als Vertreterin Gambias auf internationaler Ebene. Ihren ersten Einsatz hatte sie bei der Qualifikation für die Olympischen Sommerspiele 2016 im Januar 2015 in der ersten Runde in Dakar.
Beim CAVB Beach Volleyball Continental Cup 2014–2016 kam Ceesay mit dem gambischen Team aus Aminata Gaye, Abie Kujabi und Sainabou Tambedou bis in die dritte Runde (Finalrunde) des 4x4-Turniers. In Abuja (Nigeria) verlor das Team im April 2016 vier von fünf Spielen und schied aus. Damit war eine Siegesserie von fünfzehn gewonnenen Spielen in Folge zu Ende.
Ceesay gewann gemeinsam mit Mariama Ginadou (Interior) in der Saison 2018/19 die gambische Meisterschaft. Sie besiegten Abie Kujabi, die zuvor zweimal in Folge (2014, 2016/17) gewonnen hatte, und ihre Teampartnerin Nyima Demba (Gambia Armed Forces).
Bei den African Beach Games 2019 im Juni schieden Kujabi und Ceesay im Viertelfinale aus. Bei den Afrikaspielen 2019 im August wurden sie Zehnte. Bei den World Beach Games 2019 im Oktober belegte das Team von Kujabi, Ceesay, Gaye, Tambedou, Ginadou und Anna Marie Bojang Platz fünf beim 4x4-Beachvolleyball.
Im Januar 2020 scheiterten Ceesay und Kujabi bei der Qualifikation für die Olympischen Spiele 2020 in Tokio.